# Ascogrammitis stuebelii
Ascogrammitis stuebelii är en stensöteväxtart som först beskrevs av Georg Hans Emmo Wolfgang Hieronymus, och fick sitt nu gällande namn av Michael Sundue. Ascogrammitis stuebelii ingår i släktet Ascogrammitis och familjen Polypodiaceae. Inga underarter finns listade.